# Friedhofssynagoge (Warschau)

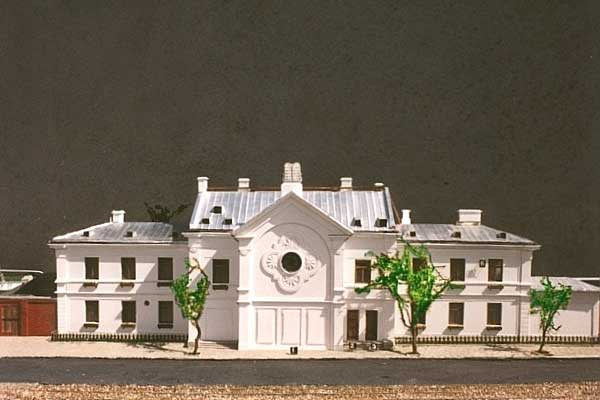
Friedhofssynagoge in Warschau (Modell)

Die Friedhofssynagoge Warschau war die Synagoge des jüdischen Friedhofs der Warschauer Juden. 

## Geschichte
Die Friedhofssynagoge befand sich an der Okopowa-Straße. Das Gebäude wurde im Jahr 1877 nach Plänen des Architekten Adolf Schimmelpfennig errichtet und von den deutschen Besatzern am 15. Mai 1943 zerstört, einen Tag bevor die Große Synagoge gesprengt wurde. Diese Zerstörungen markierten das Ende des Aufstands im Warschauer Ghetto. Die zwei Totenhallen neben der Synagoge dienten der Aufbewahrung der Toten, auf der linken Seite für die Männer, rechts für die Frauen.